# Helena Bonham Carter
Helena Bonham Carter (Islington (Londen), 26 mei 1966) is een Britse actrice. Ze werd in 1998 genomineerd voor een Academy Award voor haar hoofdrol in The Wings of the Dove. In 2011 werd ze nogmaals genomineerd voor haar bijrol in The King's Speech. Meer dan vijftien andere filmprijzen werden haar daadwerkelijk toegekend, waaronder Empire Awards voor Fight Club en Sweeney Todd: The Demon Barber of Fleet Street en een National Board of Review Award voor The Wings of the Dove.

## Biografie
Helena Bonham Carter werd in 1966 geboren in de Londense wijk Golders Green, als telg van een beroemde en vooraanstaande familie van politici en acteurs. Haar overgrootvader was Herbert Henry Asquith, die van 1908 tot 1916 premier van het Verenigd Koninkrijk was. Haar oudoom was filmregisseur Anthony Asquith en haar oudtante Barones Liliane de Rothschild van de beroemde bankiersfamilie Rothschild. Haar vader was een bankier en haar moeder een Spaanse psychotherapeute.
Bonham Carter woonde vijf jaar samen met Kenneth Branagh. In 2001 kreeg ze een relatie met Tim Burton, met wie ze in het Belsize Park in Londen woonde. Samen hebben ze twee kinderen, een zoon en een dochter. Eind december 2014 maakten Bonham Carter en Burton met een officiële verklaring bekend dat ze na dertien jaar uit elkaar waren.
Bonham Carter verloor op 22 augustus 2008 vier van haar familieleden door een auto-ongeluk tijdens een safari in Zuid-Afrika. Hierbij kwam een veertienjarig neefje van de actrice om. Zijn moeder, Fiona Bonham Carter, brak haar sleutelbeen. De tante en oom van Bonham Carter waren op slag dood, net als de schoonzus van de actrice. Het ongeluk werd veroorzaakt door een klapband.
Op 15 november 2022 werd ze verkozen tot allereerste vrouwelijke voorzitter van de London Library

## Carrière
Bonham Carter maakte in 1985 haar debuut in de titelrol van de film Lady Jane. Ze trok de aandacht van filmregisseur James Ivory en filmproducent Ismail Merchant, waarna ze de hoofdrol kreeg in de film A Room with a View, naar de gelijknamige roman van E.M. Forster. Deze film kreeg acht Oscarnominaties. Het grote succes van de film deed Bonham Carter besluiten te stoppen met haar studie in Cambridge.
Bonham Carter werd aanvankelijk meer en meer getypecast, waardoor ze leek te blijven steken in kostuumdrama's (bijvoorbeeld de Ivoryfilms Maurice uit 1987 en Howards End uit 1992). Vanaf 1995 veranderde dit. Woody Allen gaf haar de rol van zijn vrouw in Mighty Aphrodite. Voor haar rol in Iain Softleys The Wings of the Dove (1997) kreeg ze een Oscarnominatie. In 1999 speelde ze de rol van Marla Singer in de veelbesproken film Fight Club.
In 2001 was Bonham Carter onder een laag make-up als de chimpansee Ari te zien in Tim Burtons remake van Planet of the Apes. Ook speelde ze in de daaropvolgende films van Burton, met wie ze inmiddels een relatie had gekregen. Ze had kleine rollen in Big Fish en Charlie and the Chocolate Factory en was tevens te horen in Burtons animatiefilm Corpse Bride, samen met een andere vaste acteur van Burton, Johnny Depp. In 2007 speelde ze de slechte Bellatrix van Detta in de vijfde Harry Potterfilm (Harry Potter en de Orde van de Feniks) en de zesde hiervan, Harry Potter en de Halfbloed Prins, ze acteerde ook als "Bellatrix van Detta" in de twee laatste Harry Potterfilms, namelijk Harry Potter en de Relieken van de Dood deel 1 en deel 2, ook speelde Carter Mrs. Lovett in nog een Tim Burton-film: Sweeney Todd: The Demon Barber of Fleet Street. Carter speelde de verliefde handlanger van Sweeney Todd (Johnny Depp). De film won twee Golden Globes.
Ook in de film Alice in Wonderland uit 2010 speelde ze samen met Johnny Depp. In deze film speelde ze de Rode Koningin die schreeuwend bevelen uitdeelt en voortdurend mensen laat onthoofden; eerder speelde ze tot twee keer toe een rol (Anna Boleyn en Jane Grey) waarin haar personage zelf het slachtoffer van een onthoofding werd.
Eveneens in 2010 speelde ze in The King's Speech de rol van Elizabeth Bowes-Lyon, de vrouw van koning George VI (vertolkt door Colin Firth). Deze film kreeg in 2011 vier Oscars, waaronder die voor Beste film. In 2019 sprak ze de stem in van All-Maudra Mayrin in de Netflix-serie The Dark Crystal: Age of Resistance. In 2019 en 2020 speelde ze de rol van Prinses Margaret, zus van koningin Elizabeth II, in de Netflix-serie The Crown.